# Burj Khalifa/Dubai Mall (metropolitana di Dubai)
Burj Khalifa/Dubai Mall (in arabo برج خليفة / دبي مول‎?) è una stazione della linea rossa della metropolitana di Dubai. 

## Storia
È stata inaugurata il 4 gennaio 2010 in concomitanza con l'inaugurazione del Burj Khalifa.
Il 26 settembre 2012 è stato inaugurato il passaggio pedonale che unisce direttamente la stazione della metropolitana con il Dubai Mall.